# Пољски брест
Пољски брест (Ulmus minor Mill.) свој научни назив добио је 1768. године од Филипа Милера (Philip Miller, 1691-1771) енглеског ботаничара. Пре тога имао је називе campestris и glabra, али због истоветних назива и за неке друге врсте бреста, усвојен је најранији који не прави конфузију. И после 1768. следи читав низ синонима, од којих су неки још важећи. У српском језику поред назива гололисни пољски брест (бријест) записани су и називи брес, барст, јагњед, брст, брстовина, руштен, црвени или црни брест....

## Ареал
Тежиште ареала гололисног пољског бреста је средња Европа (за разлику од длакавог пољског бреста чије тежиште ареала је Медитеран), а протеже се и на јужну и западну Европу, северну Африку и Малу Азију. Северна граница иде до Енглеске, Естоније и централног Урала. Расте на речним наносима већих и мањих река, а ретко иде изнад 1.000 m над морем.

## Опис врсте
Дрво око 30 (40) m високо, са густо лиснатом круном на осами и хоризонталним дебелим гранама. Младе гране врло танке (1,5-2,5 mm), голе, са ретким округластим лентицелама. Код нас су забележени примерци са око 2 m прсног пречника и старошћу око 300 година. Кора старих стабала је дубоко уздужно испуцала. Глатка кора, светла до тамносмеђа, пуца рано у квадратиће или неправилне правоугаонике. Вршни пупољци летораста издуженојајастог облика, на врху обично зашиљени, дуги 2,5 до 5,5 mm, голи, са 10 до 15 тамносмеђих љуспи које по ободу имају дуге, беличасте или смеђе трепавичасте длачице.
Листови поређани дворедо-мозаично; при основи асиметрични, дебели, чврсти, груби, горе голи и глатки, доле већином голи, само у угловима нерава длакави, по ободу двоструко тестерасти, елиптични, дуги 6 до 10 cm и 4 до 6 cm широки. Лисна петељка дуга 6 до 16 mm. Нерви (10-17 пари) се понекад при крају гранају.
Цветни пупољци округласти, на врху тупи. Цветови у бочним цвастима по 15 до 20 у једној скупини; јављају се из бочних пупољака једно и двогодишњих гранчица у марту-априлу пре листања. Перијант је звонаст, са 4 до 6 тупих тамносмеђих или љубичастих режњева, који су по ободу дуго трепавичасто длакави. Прашника има 4-5, чије су антере карминцрвене. Жигови, врхом одстојећи, ресасти, беличасти, ретко ружичасти.
Крилате орашице на врло краткој петељци, са остатком перијанта при основи, дуге око 20 mm, жућкастосмеђе, обрнуто јајасте. Семе је смештено у горњој половини криоцета и својим рубом додирује урез на врху плода. Плодоноси у мају.

## Унутарврсни таксони
- 'Rueppellii' је унутарврсни таксон који Bailey (1902) описује као култивар U. campestris Smith. компактне круне, са плутастим гранама и ситним листовима. Према Greenu (1964) први пут га помиње Spath (Berlin, Cat.73,p124. 1888-1889) као U. campestris Rueppellii, а Kruessmann (Handb.Laubgeh.2:535. 1962) као U. carpinifolia Gled. 'Rueppellii'. Он га описује као пирамидално дрво са јасно издвојеним стаблом и бројним усправним гранама које формирају лоптасту или јајасту круну. Јањић цитира Kruessmanna, али наводи и назив U. Rueppellii hort. ex Schelle, in Beissner-Schelle-Zabel, Handb. Laubholzben., 84 (1903). Листови 4-5 cm дуги, 2-3 cm широки, са 9-13 нерава на краћој половини лиске који се понекад рачвају при врху, по ободу двоструко тестерасти, са по једним секундарним зубом, слабо асиметрични при основи. Лисна дршка 2-5 mm дуга[4].

- 'Argenteovariegata' култивар први је описао белгијски професор ботанике Wesmael 1863. године. Листови су са крем или белим издиженим мрљама, а на истој биљци могу да се нађу потпуно бели и потпуно зелени листови. Осетљив је на холандску болест као и основна (зеленолисна) форма[4].

Од природних таксона најчешћи је варијетет са јаким тракама плуте на младим гранчицама (U. minor var. suberosa (Moench) Rehder).